# Tempio Valdese (Milano)
Il Tempio Valdese di Milano è un luogo di culto cristiano situato nel centro storico della città, all'interno del municipio 1, sede della comunità valdese locale; l'edificio si trova in via Francesco Sforza all'incrocio con via San Giovanni in Conca, non lontano dalla Ca' Granda, sede dell'Università degli Studi di Milano, e dalla basilica di Santo Stefano Maggiore.

## Storia

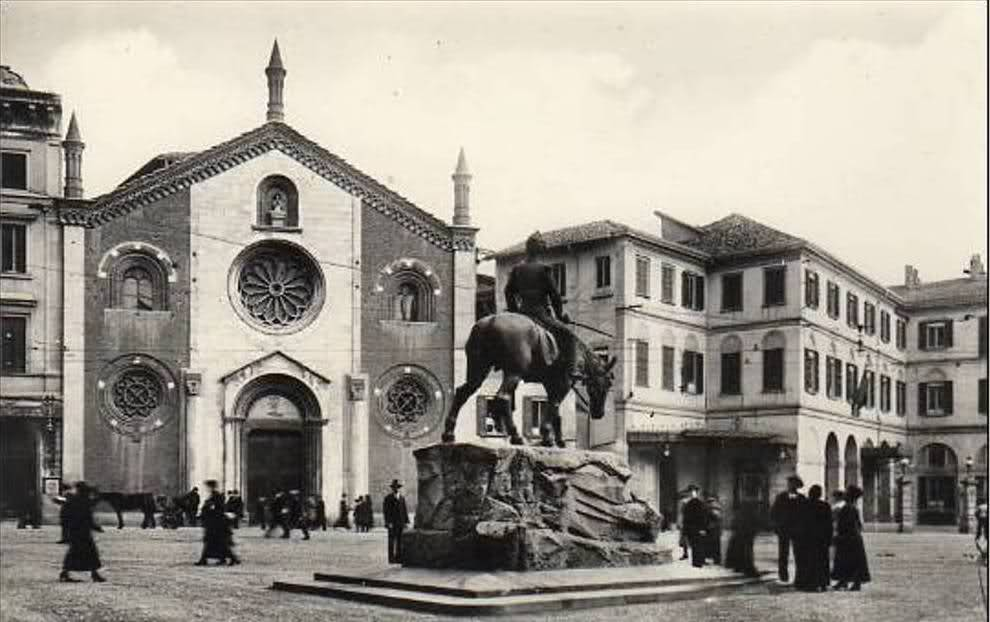
Piazza Missori e la chiesa di San Giovanni in Conca agli inizi del XX secolo

Nel 1877 il Comune decise di ampliare l'attuale piazza Missori demolendo gran parte dell'ex chiesa di San Giovanni in Conca, affidata alla Comunità Valdese nel 1879, anno in cui venne attuato il progetto e la facciata, restaurata in stile neoromanico su progetto di Angelo Colla, arretrata di alcuni metri andando a chiudere l'aula accorciata. Il nuovo tempio fu inaugurato l'8 maggio 1881, mentre il campanile fu demolito nel 1885.
Nel secondo dopoguerra "esigenze imprescindibili di viabilità" condannarono definitivamente l'edificio, che fu demolito tra il 1948 e il 1952, per realizzare l'asse viario di via Albricci-piazza Missori. Dell'antica basilica furono salvati e restaurati solo una parte dell'abside e la cripta, mentre la comunità valdese costruì un nuovo luogo di culto moderno tra il 1949 ed il 1952 lungo via Francesco Sforza recuperando gli elementi antichi e rimontando, in accordo con le indicazioni della Soprintendenza ai beni architettonici, la facciata della chiesa di San Giovanni in Conca.

## Descrizione

### Architettura

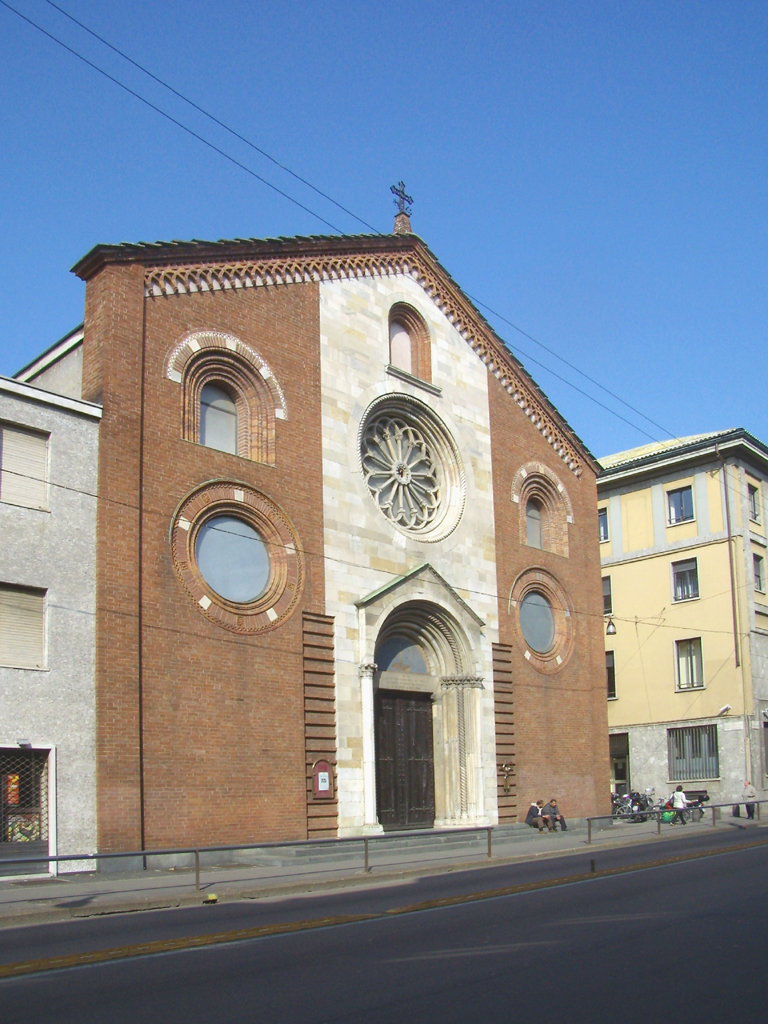
La facciata

Il tempio valdese è situato lungo via Francesco Sforza, all'angolo con via San Giovanni in Conca.
Esternamente, l'edificio è caratterizzato dalla facciata, proveniente dalla chiesa di San Giovanni in Conca, dal XIX secolo edificio di culto valdese, demolita nei primi anni del secondo dopoguerra per permettere l'apertura di via Alberto Albicci. Il prospetto, risalente al XII secolo e ripristinato nelle sue forme originarie con un restauro in stile neoromanico nel 1879, è a capanna, in mattoni rossi ai lati e pietra bianca al centro, con inserti decorativi marmorei; il portale, leggermente strombato, è decorato da una lunetta musiva raffigurante un candelabro sormontato da una candela accesa e poggiante sulla Bibbia, con intorno il motto in lingua latina Lux lucet in tenebris, simbolo del Valdismo, ed è sormontato da un rosone circolare e da una monofora cieca, ripetuti anche ai lati.
L'interno della chiesa è in stile moderno ed è ad aula unica coperta con soffitto a doppio spiovente poggiante su grandi arcate a sesto acuto ed illuminato da alti finestroni rettangolari che si aprono lungo le due pareti laterali; l'ambiente termina con un'abside appena accennata che presenta una croce luminosa ed un pulpito ligneo.

### Organo a canne
Sulla cantoria in controfacciata si trova l'organo a canne, costruito nel 1952 dalla ditta Balbiani-Vegezzi Bossi.
Lo strumento è a trasmissione elettro-pneumatica ed il suo materiale fonico è interamente racchiuso entro una cassa lignea con mostra ceciliana formata da canne di principale disposte simmetricamente in più cuspidi, con bocche a mitria. La consolle, anch'essa posta in cantoria, dispone di due tastiere di 61 note ciascuna e pedaliera concavo-radiale di 32 note.